# Гроза, Сильвестр Венжик
Сильвестр Венжик Гроза (пол. Sylwester Wężyk Groza; 7 января 1793 — 4 августа 1849) — польский писатель, поэт и публицист эпохи романтизма, принадлежавший к так называемой «украинской школе» в польской литературе.

## Биография
Родился в богатой дворянской семье. Его отец был известным волынским помещиком. Брат поэта и драматурга Александра Грозы.
В 1802—1809 годах учился в Уманской школе. В 1809—1812 годах — в Виннице. В 1812—1819 годах работал юристом в Каменце-Подольском.

## Творчество
Сотрудничал с литературным альманахом «Rusałka» и журналом «Athenaeum».
Автор ряда повестей о жизни, быте и обычаях шляхты и коренного украинского народа, в том числе сборника «Стихотворения» (2 тома, 1836), «Подольско-украинские повести» («Powieści podolsko-ukraińskie», 2 тома, 1842), «Банкротство» (1843), , «Попрядки украински» (1844), «Пан Юстиниан женится» («Pan Justynian się żeni», 1846), «Граф Сцибор Островский» («Hrabia Ścibor na Ostrowcu», 1848), очерк «Купала» (1842) и др.
В 1848 году опубликовал книгу «Воспоминания и разные воспоминания» («Pamiętniki i wspomnienia rozmaite»).
Занимался археологическими исследованиями. Результаты изучения курганов и древних захоронений изложил в работе «Opisanie mogił i innych starożytności Powiatu Machnowskiego Guberni Kijowskiej» (1845).
Похоронен на кладбище с. Безыменное возле своего брата Александра Кароля Гроза.